# Stefanía Fernándezová
Stefanía Fernández Krupij (* 4. září 1990 Mérida) je venezuelská modelka, podnikatelka a novinářka. 
Její otec je obchodník se dřevem galicijského původu, matka je lékárnice a její předkové přišli do Venezuely z Ukrajiny. Jako středoškolačka se začala věnovat modelingu a zúčastnila se soutěže krásy na slavnosti Feria del Sol v rodném městě. Stala se miss státu Trujillo a v roce 2008 vyhrála soutěž Miss Venezuela. V Nassau byla 23. srpna 2009 zvolena Miss Universe a korunku jí předala krajanka Dayana Mendoza. Tato událost byla zapsána do Guinnessovy knihy rekordů, neboť to bylo poprvé v historii soutěže, kdy nějaká země obhájila prvenství. Fernándezová se stala druhou vítězkou Miss Universe ze státu Trujillo po Bárbaře Palaciosové, která vyhrála v roce 1986. 
Po zvolení královnou krásy podnikla světové turné, na které propagovala prevenci AIDS. Prezident Hugo Chávez jí blahopřál k vítězství a podpořil její humanitární aktivity, avšak odsoudil ji poté, co při soutěži Miss Universe v roce 2010 rozvinula původní venezuelskou vlajku se sedmi hvězdami. Fernándezová také podpořila protivládní demonstrace v roce 2014 a na protest proti policejnímu násilí se nechala vyfotografoval se zkrvavenou tváří pro kampaň Your Voice is Your Power.
Studovala na New York Film Academy, moderovala předávání cen Latin Grammy Awards a zúčastnila se New York Fashion Week. Na stanici Telemundo uváděla pořad Levántate. V roce 2010 se stala tváří firmy Avon, pak založila vlastní značku veganské kosmetiky Ammaterre. V roce 2017 se provdala za podnikatele Bernarda Asuajeho, s nímž se v roce 2020 rozvedla. Žije na Floridě s profesionálním baseballistou Enderem Inciartem, s nímž má dvě děti. 